# Shemurat Tel Shimron
Shemurat Tel Shimron (hebreiska: שמורת תל שמרון) är ett naturreservat i Israel.   Det ligger i distriktet Norra distriktet, i den norra delen av landet.